# Jan z Blovic
Jan z Blovic (lat. Joannes de Blowicz; cca 1455 Blovice – 3. července 1502 Praha) byl český matematik, astronom a lékař.
Jan z Blovic se narodil okolo roku 1455 v západočeských Blovicích. V mládí studoval na Pražské univerzitě, kde v roce 1476 obdržel titul bakaláře. Mistrem se stal v roce 1481 a 30. ledna 1483 úspěšně dokončil licenciát. V roce 1485 byl zvolen děkanem artistické fakulty, v roce 1492 své zvolení odmítl.
Zemřel na 3. července 1502 v Praze a je pohřben na pražských Hradčanech v kostele svatého Benedikta. Jiné zdroje však uvádějí datum úmrtí 1500 či 1505.